# Jetak (Getasan)
Jetak is een bestuurslaag in het regentschap Semarang van de provincie Midden-Java, Indonesië. Jetak telt 3860 inwoners (volkstelling 2010).